# Kleempoel
Kleempoel  (vroeger: Cleempoel) is een historisch gehucht in Zemst dat grotendeels bestaat uit de Kleempoelstraat. 

## Geschiedenis
Het gehucht  Kleempoel lag vroeger een eindje weg van Zemst-Centrum en lag net als Wormelaar op de oude verbindingsweg tussen Zemst-Laar en Zemst. Het telde in 1856 zo'n 185 inwoners. Door de bouwwoede die in heel de gemeente begon rond de jaren 1980 groeide Zemst-Centrum zo hard dat Kleempoel gewoon een buurt van het dorp werd. Iets ten noorden ervan stroomt de Kleempoelbeek.

## Naam
De naam is afgeleid van een poel die er lag. Op de splitsing van de Kleempoelstraat en de Lindestraat is nu een pleintje met een kapel, vroeger lag hier een poel, de Kleempoel. Deze is nog te zien op de Ferrariskaarten uit de jaren 1770.
Deelgemeenten: Elewijt · Eppegem · Hofstade · Weerde · Zemst

Overige dorpen en gehuchten: De Brug · Kleempoel · Werfheide · Wormelaar · Zemst-Bos · Zemst-Laar · Zwartland

Belgische gemeenten · Arrondissement Halle-Vilvoorde · Vlaams-Brabant · Vlaanderen